# Дом Хаджи Зулькадера Зульфугарова
Дом Хаджи Зулькадера Зульфугарова — историко-архитектурный памятник XIX века, расположенный в городе Шеки, Азербайджан.
Здание включено в список памятников местного значения на основании постановления Кабинета министров Азербайджанской Республики от 3 ноября 2021 года (№ 338).

## История
Здание построено в 1897 году шелководом Хаджи Зулькадером Зульфугаровым в юго-западной части Шекинской крепостной стены. На здании не указана конкретная дата постройки. Здание, построенный в характерном для Шеки азербайджанском архитектурном стиле, имеет три этажа и состоит из 28 комнат. Поскольку дом расположен на наклонном участке, фасад спереди имеет три этажа, а сзади — два. Дверь, ведущая на улицу, украшена резными узорами и шестью нишами. В строительстве использовались горные камни и обожжённый кирпич.
После оккупации Азербайджана большевиками в 1926—1928 годах имущество семьи Зульфугаровых было конфисковано. Дом Зулькадера Зульфугарова, после конфискации, по решению Президиума Исполнительного комитета Шеки, первоначально использовался как женская семинария и здание театра. В октябре 1930 года по приказу Народного комиссариата просвещения в здании был организован детский дом № 2 города Нуха. Директором детского дома была назначена Бадисаба ханум Кочарли. Она руководила этим детским домом до конца своей жизни.
С 2001 года историческая часть города Шеки, где расположено здание, была выдвинута в качестве кандидата на включение в Список всемирного наследия ЮНЕСКО. 7 июля 2019 года «Исторический центр Шеки с Ханским дворцом» официально внесён в Список всемирного наследия ЮНЕСКО. Решение принято на 43-й сессии Комитета всемирного наследия ЮНЕСКО, проходившей в Бакинском конгресс-центре.
После восстановления независимости Азербайджана в здании продолжал функционировать детский дом. В 2018 году, после строительства нового здания для детского дома, старое здание было освобождено. Здание было включено в список недвижимых историко-культурных памятников местного значения решением Кабинета Министров Азербайджанской Республики № 338 от 3 ноября 2021 года.
В 2023 году в рамках проекта Итальянско-азербайджанского университета совместно с Университетом ADA и Миланским политехническим университетом в доме Зульфугарова в Шеки было объявлено об открытии факультета «Дизайн и архитектура».